# 斯普林菲爾德花園
斯普林菲爾德花園（Springfield Gardens）是紐約市皇后區東南部的一個社區，北接聖奧爾本斯，東鄰勞雷爾頓和羅斯代爾，西側與約翰·甘迺迪國際機場相鄰。斯普林菲爾德花園由皇后區12社區委員會負責管理。斯普林菲爾德花園位於斯普林菲爾德大道以東的地區，有時也被稱為布魯克維爾。

## 歷史
歐洲人於1660年首先在該地區定居，隨後一直從事農耕直到19世紀中葉。
20世紀20年代，隨著長島鐵路之建設擴展至斯普林菲爾德花園車站（於1979年關閉） ，該社區出現了許多的新住宅開發建案。1920年至1930年間，此社區之人口從3046人增加到13089人，其中許多新移民是來自布魯克林尋找郊區住房的人。1927年，該社區更名為斯普林菲爾德花園。
如今，斯普林菲爾德花園是大多數非洲裔加勒比人和印度裔加勒比人的家園，其中包括來自牙買加、千里達島、海地和蓋亞那的移民。隨著越來越多的人搬入斯普林菲爾德花園，許多房屋被拆除並為容納更多家庭而重建。